# 빅 밴 베이더

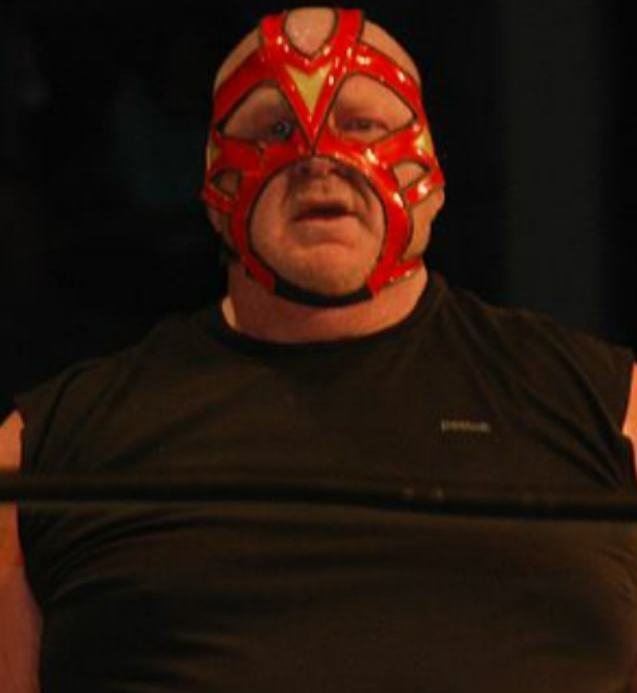

빅 밴 베이더(Big Van Vader, 1955년 5월 14일 ~ 2018년 6월 18일)는 본명은 리언 앨런 화이트(Leon Allen White)다. 미국의 프로레슬링선수다. 1985년 프로레슬링 입문으로 2005년 WWE에서 방출당한 뒤 인디레슬링 단체에서 활동을하다가 2012년 6월 11일 WWE RAW에 일회성 복귀를 하여 히스 슬레이터와 대결하여 승리하였다. 그런데 갑작스럽게 죽고 말았으며 향년나이는 64세다.

## 신체 사항
키 193cm(실제신장 188cm)
몸무게 207kg(RAW 1회성 복귀때의 체중 197kg)

## 경력
- 트리플 크라운 헤비웨이트 챔피언 2회
- AJPW 월드 태그팀 챔피언 1회 - 스티브 윌리엄스
- CWA 인터콘티텐탈 헤비웨이트 챔피언 1회
- CWA 월드 헤비웨이트 챔피언 3회
- IZW 헤비웨이트 챔피언 1회
- IWGP 헤비웨이트 챔피언 3회
- IWGP 태그팀 챔피언 1회 - 뱀 뱀 비글로
- GHC 태그팀 챔피언 1회 - 스콜피오
- UWA 월드 헤비웨이트 챔피언 1회
- 프로 레슬링 월드 헤비웨이트 챔피언 1회
- WCW 월드 헤비웨이트 챔피언 3회
- WCW 유나이티드 스테이츠 챔피언 1회
- XWA 헤비웨이트 챔피언 1회
- WWE 명예의 전당 헌액자 (2022년)